# Geissorhiza namaquensis
Geissorhiza namaquensis är en irisväxtart som beskrevs av Winsome Fanny 'Buddy' Barker. Geissorhiza namaquensis ingår i släktet Geissorhiza och familjen irisväxter. Inga underarter finns listade i Catalogue of Life.